# Koza (statek)

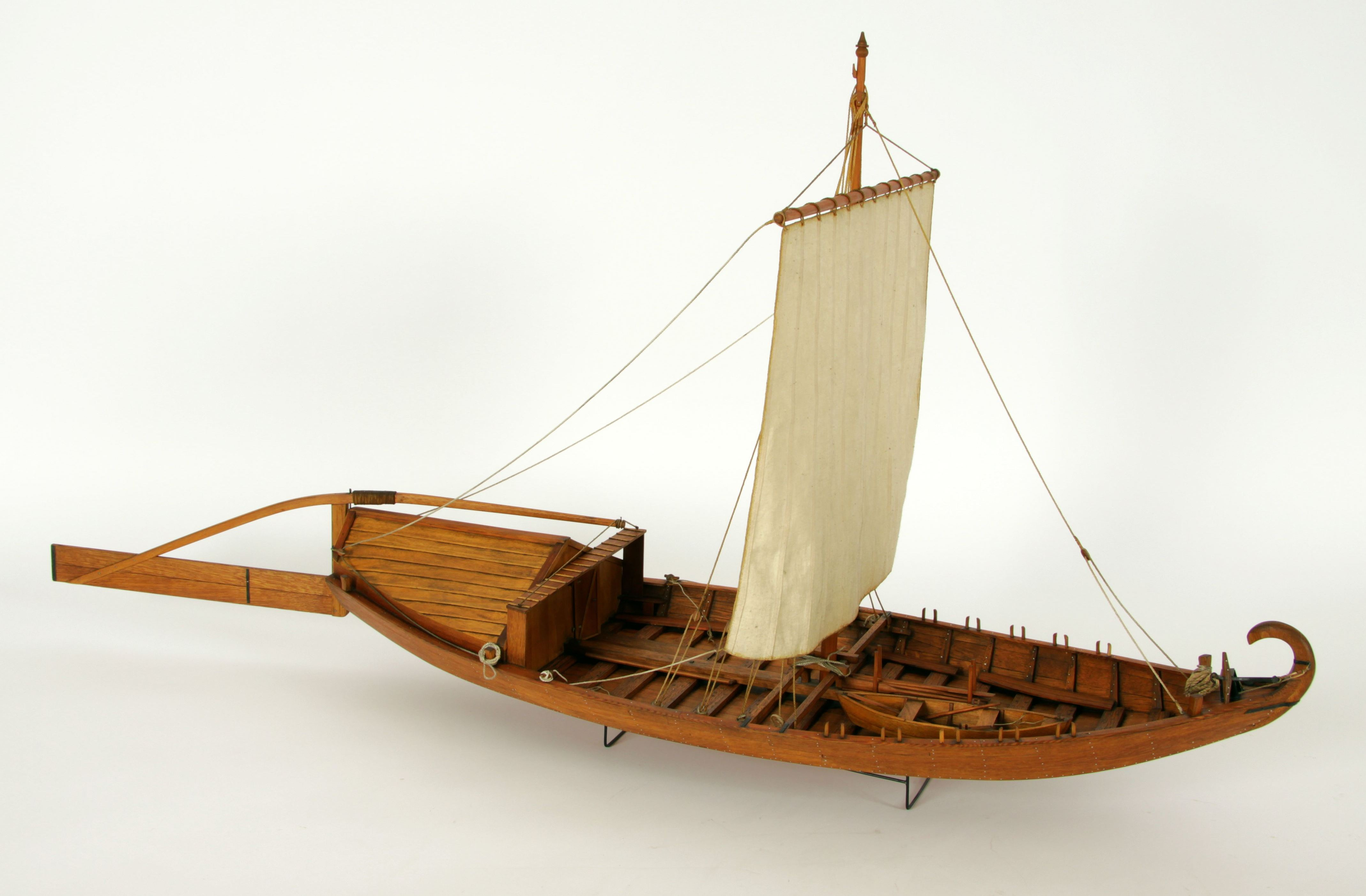
Model kozy ze zbirów Narodowego Muzeum Morskiego w Gdańsku

Koza – statek wodny na 8-10 łasztów (16-20 ton) zboża, który obsługuje 4-6 orylów.
Większym od kozy statkiem do tych samych celów była komięga mieszcząca do 30-35 łasztów i obsługiwana przez ok. 8-12 ludzi.